# (17353) 1975 TE
(17353) 1975 TE es un asteroide perteneciente al cinturón de asteroides, descubierto el 10 de octubre de 1975 por Henry Lee Giclas desde la Estación Anderson Mesa (condado de Coconino, cerca de Flagstaff, Arizona, Estados Unidos).